# Vedanga
Vedanga (sanskrit वेदांग vedāṁga) är en samling verk kopplade till Veda, ordet vedanga betyder just vedas (kropps)lemmar. Vedanga består traditionellt av sex samlingar, där de två första skall hjälpa till i bevarandet av den ursprungliga veda, den tredje och fjärde i tolkandet och de två sista i praktiserandet. Vedanga räknas som smrti i den indiska litteraturen.
1. shiksha (शिक्षा śikṣā) – fonetik
2. chhandas (छन्दस् chandas) – metrik
3. vyakarana (व्याकरण vyākaraṇa) – grammatik, här ingår Paninis berömda sutror
4. nirukta (निरुक्त nirukta) – etymologi och förklaring av svåra ord
5. jyotisha (ज्योतिष jyotiṣa) – astronomi/astrologi i form av kalender
6. kalpa{ (कल्प kalpa) – ceremonier